# Comunitat Econòmica Europea
La Comunitat Econòmica Europea (CEE) fou una organització internacional creada pel tractat de Roma del 1957 (en vigor des de l'1 de gener del 1958) amb la finalitat de crear unes tarifes i mercats comuns, elaborar una política conjunta per a l'agricultura, per al moviment de mà d'obra, els transports i fundar institucions comunes per al desenvolupament econòmic. Els estats signataris foren Bèlgica, França, Països Baixos, la República Federal d'Alemanya, Itàlia i Luxemburg. L'organització fou absorbida per la Unió Europea (UE) l'any 2009 en virtut del Tractat de Lisboa de 2007.

## Història

### Antecedents
L'any 1951 la signatura del Tractat de París va comportar la creació de la Comunitat Europea del Carbó i de l'Acer (CECA). Es tractava d'una comunitat internacional basada en el supranacionalisme i el dret internacional, dissenyat per a ajudar a l'economia d'Europa i aturar l'aparició de noves guerres mitjançant la integració dels Estats membres sota un mateix organisme.
Amb l'objectiu de crear una Europa federal es volgueren crear dos nous organismes o cuminats: la Comunitat Europea de Defensa (EDC) i la Comunitat Política Europea (CPE). Si bé el tractat perquè aquest últim organisme entrés en funcionament fou inicialment elaborat per l'Assemblea comuna, la cambra parlamentària de la CECA, la Comunitat Europea de Defensa fou rebutjada per l'Assemblea Nacional Francesa. Aquest últim fet va comportar la dimissió de l'Alta Autoritat de la CECA Jean Monnet, i en protesta va començar a treballar en altres comunitats, sobre la base de la integració econòmica en lloc de la integració política.

### Tractat de Roma (1957)
El resultat de la signatura dels Tractats de Roma de l'any 1957 fou la creació de la Comunitat Econòmica Europea (CEE) i la Comunitat Europea de l'Energia Atòmica (Euratom). Aquestes dues organitzacions tingueren uns objectius més econòmics i menys polítics, a causa de les protestes d'alguns països sobre la vulneració de la seva sobirania.
L'adveniment de la CEE comportà la creació d'una unió duanera mentre que l'Euratom va promoure la cooperació en l'energia nuclear. La CEE es va convertir ràpidament en el més important d'ells, i de mica en mica va anar ampliant les seves activitats. Un dels primers assoliments importants de la CEE fou la creació l'any 1962 d'un política comuna respecte als preus agrícoles, i /posteriorment l'any 1968 aconseguí eliminar els aranzels en determinats productes agrícoles.
/
L'any 1967 la signatura del Tractat de fusió de les Comunitats Europees va comportar la fusió de la CECA i l'Euratom en el de la CEE, organitzacions que ja compartien una Assemblea Parlamentària i una Corta de Justicia comunes. En conjunt, es coneix com les Comunitats Europees', unes comunitats que tot i que mantenien la seva personalitat jurídica independent de mica en mica s'anaven integrant més.

### Pilar de la Unió
La signatura del Tractat de Maastricht l'any 1992, que va entrar en vigor el 1993, va comportar que la CEE passés a denominar-se únicament Comunitat Europea i va establir els Tres pilars de la Unió Europea:
- Primer Pilar: Comunitat Europea (CECA, CEE i Euratom)
- Segon Pilar: Política Exterior i de Seguretat Comuna (PESC)
- Tercer Pilar: Justícia i Assumptes Interiors

La desaparició de la CECA l'any 2002 després d'expirar el Tractat de París va comportar que les seves funcions passessin a dependre de la Comunitat Europea. A diferència del Tractat de París, el tractat creant l'Euratom l'any 1957 no expira, per la qual cosa aquest organisme seguirà existint de forma paral·lela a la Unió Europea.

### Futur
En virtut del Tractat de Lisboa de 2007 l'estructura de pilars serà abolit, fusionant-se el pilar comunitari amb els altres dos creant una única Unió Europea, en la qual les institucions comunitàries tindrien més poders i en la qual recauria la personalitat jurídica de la CEE. Aquesta fou una idea exposada anteriorment en la fallida Constitució Europea, però que després de la seva no ratificació per diversos estats de la UE provocà un canvi de criteri, tot i que fou finalment adoptat en el Tractat de Lisboa, que entrà en vigor l'any 2009 després de ser ratificat per tots els estats membres.

## Membres

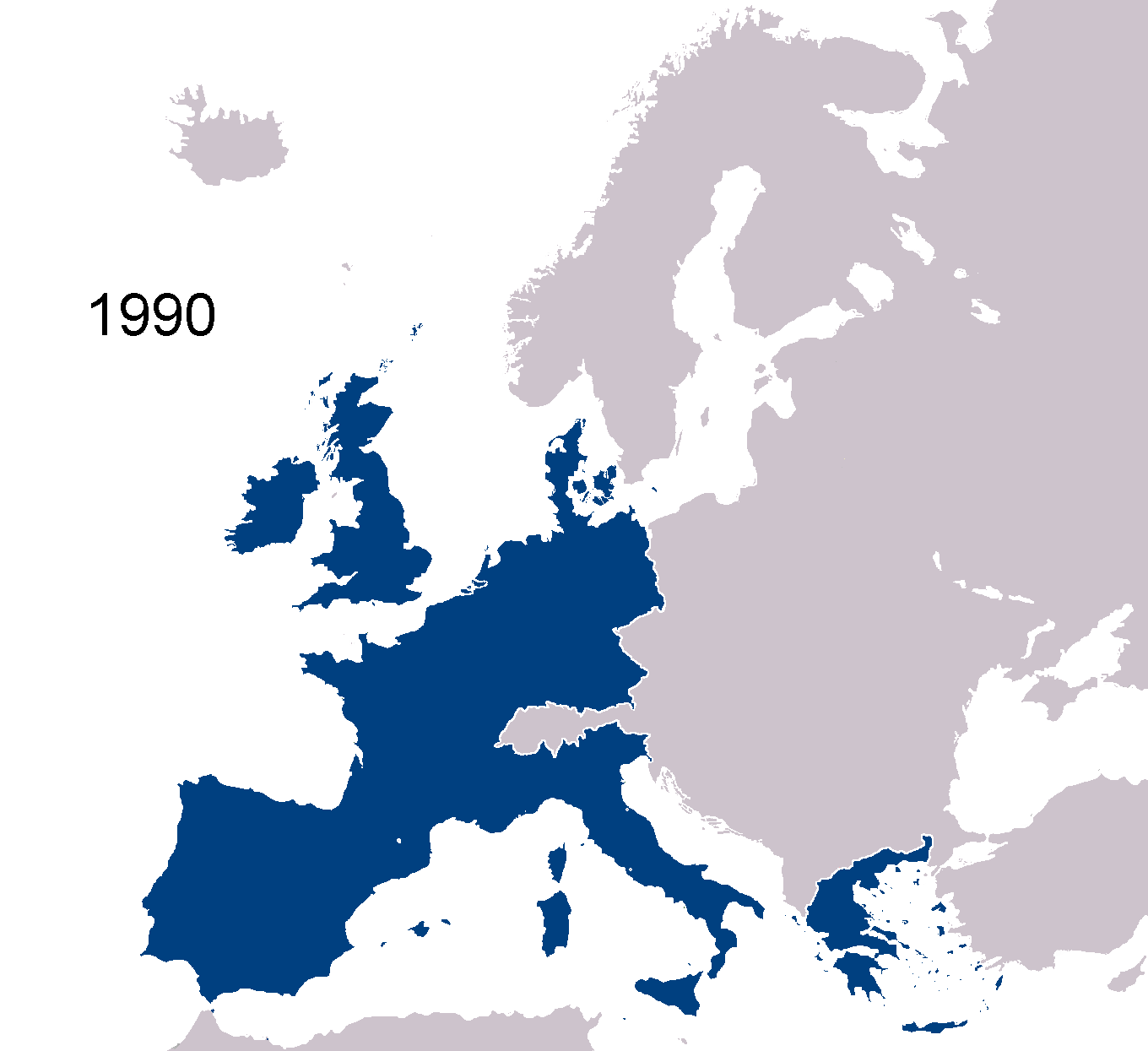
Comunitat Econòmica Europea l'any 1990

Els membres de la Comunitat Econòmica Europea són els mateixos que els de la Unió Europea, ja que la CEE constitueix el nucli central de la UE. La CEE va ser fundat per sis estats: França, Alemanya, Itàlia i els tres països del Benelux: Bèlgica, Països Baixos i Luxemburg.
Després de la fusió de les Comunitats l'any 1976 visqué la seva primera ampliació per incloure Dinamarca, Irlanda i el Regne Unit (Noruega finalment refusà prendre-hi part). L'any 1981 s'hi adherí Grècia, el 1986 Espanya i Portugal i el 1990 s'integraren a la República Federal d'Alemanya els antics territoris de la República Democràtica Alemanya (RDA). Després de la signatura del Tractat de Maastricht s'hi han incorporat quinze estats més, formant part ja de la denominada Unió Europea.

## Organització
La CEE comparteix les mateixes institucions que la Unió Europea, així el poder executiu està exercit pel Parlament Europeu i el Consell de Ministres, mentre el poder judicial està exercit pel Tribunal de Justícia de les Comunitats Europees.
Per la seva banda cada membre d'aquesta organització té dret a un Comissari Europeu, tot i que en la Comissió Europea aquests no representen els interessos nacionals sinó els interessos generals de la Comunitat. Abans de l'any 2004 els membres més grans poblats (Alemanya, Espanya, França, Itàlia i el Regne Unit) han tingut dos Comissaris, mentre la resta en tenia tan sols un.